# Weinan
För andra betydelser, se Weinan (olika betydelser).
Weinan är en stad på prefekturnivå i Shaanxi-provinsen i den nordvästra delen av Folkrepubliken Kina. Den ligger omkring 110 kilometer nordost om provinshuvudstaden Xi'an.

## Geografi
Orten är belägen söder om floden Wei He, som är en biflod till Gula floden och har gett orten dess namn "Söder om Wei".

## Historia
Arkeologiska utgrävningar har visat att området varit kulturområde sedan Västra Zhoudynastin. Den kände kinesiske historikern Sima Qian härstammar från Weinan.
Weinan grundades som härad före Qindynastin och blev ombildad till stad 1983.
År 1556 var Hua i Weinan epicentrum jordbävningen i Shaanxi, vilket är en av världens mest destruktiva jordskalv.

## Administrativ indelning
Weinan består av ett stadsdistrikt, två städer på häradsnivå och åtta härad.
- Stadsdistriktet Linwei - 临渭区 Línwèi qū ;
- Staden Huayin - 华阴市 Huàyīn shì ;
- Staden Hancheng - 韩城市 Hánchéng shì ;
- Häradet Hua - 华县 Huà xiàn ;
- Häradet Tongguan - 潼关县 Tóngguān xiàn ;
- Häradet Dali - 大荔县 Dàlì xiàn ;
- Häradet Pucheng - 蒲城县 Púchéng xiàn ;
- Häradet Chengcheng - 澄城县 Chéngchéng xiàn ;
- Häradet Baishui - 白水县 Báishuǐ xiàn ;
- Häradet Heyang - 合阳县 Héyáng xiàn ;
- Häradet Fuping - 富平县 Fùpíng xiàn.

## Klimat
Genomsnittlig årsnederbörd är 639 millimeter. Den regnigaste månaden är juli, med i genomsnitt 139 mm nederbörd, och den torraste är december, med 1 mm nederbörd.